# Miele della Lunigiana
Il Miele della Lunigiana è un prodotto di origine animale italiano a Denominazione di origine protetta.
La denominazione è riservata a due tipologie: miele di acacia e miele di castagno.